# Nízkouhlíková ekonomika
Nízkouhlíková ekonomika je ekonomika založená na zdrojích nízkouhlíkové energie, která produkuje minimální množství emisí skleníkových plynů do atmosféry, především se jedná o skleníkový plyn oxid uhličitý. Emise skleníkových plynů způsobené antropogenní (lidskou) činností jsou dominantní příčinou pozorovaného globálního oteplování (které působí změnu klimatu) od poloviny 20. století.  Další produkce skleníkových plynů může způsobit dlouhodobé klimatické změny po celém světě, což zvyšuje pravděpodobnost vážných a nevratných dopadů na lidskou společnost a přírodní ekosystémy.  Zavedení nízkouhlíkové ekonomiky vyžaduje výrazné rozšíření technologií s nízkou nebo nulovou produkcí uhlíku, mezi které patří technologie využívající obnovitelné zdroje, jadernou energii a technologie umožňující zachycování a ukládání uhlíku (CCS, z anglického Carbon Capture and Storage), případně zemní plyn. Důležitou roli hraje zvyšování efektivnosti technologií a snižování energetické náročnosti. 
Na mezinárodní úrovni mají země usilovat o přechod na nízkouhlíkovou ekonomiku dle cíle Rámcové úmluvy OSN o změně klimatu (UNFCCC), Kjótského protokolu a zejména dle Pařížské dohody o změně klimatu. Cílem je sociální, hospodářský a environmentální rozvoj a zároveň snížení dlouhodobých emisí skleníkových plynů a zvýšení odolnosti vůči dopadům změny klimatu. Vedoucí představitelé EU se zavázali, že budou usilovat zejména o to, aby se z EU stala do roku 2050 klimaticky neutrální a nízkouhlíková ekonomika vyznačující se vysokou energetickou účinností. Pro přechod na nízkouhlíkovou ekonomiku je potřeba výrazná počáteční finanční podpora, která nastartuje využívání nízkouhlíkových zdrojů a urychlí další rozvoj nízkouhlíkových technologií a zároveň je nutné zapojit do tohoto procesu lidi, kteří si jsou vědomi rizik klimatické změny a důvodů pro její zmírňování. Studie Univerzity v Cambridgi ukazuje, že právě období kolem roku 2050 bude kritické a pokud budeme chtít opravdu dosáhnout uhlíkové neutrality, bude potřeba do roku 2050 prakticky vyloučit hovězí maso, cement, leteckou a lodní dopravu a používání silnic omezit na 60 % stavu v 2020. Studie předpokládá postupný rozvoj technologií a překonání těchto omezení po roce 2050.

## Klimatická změna
Současná klimatická změna je působena globálním oteplováním klimatického systému Země v posledním století. Průměrná teplota na Zemi narůstá od konce 19. století, v zatím rekordním roce 2016 vzrostla globální průměrná teplota o 0,94 °C oproti průměrné globální teplotě 13,9 °C z 20. století (vzrůst oproti minulosti je přitom mnohem přesnější údaj než odhad globálního průměru samého).  Každá z posledních čtyř dekád byla teplejší než ta předchozí a všechny byly nejteplejší od roku 1850.   Klimatickou změnu způsobuje zvyšování koncentrace skleníkových plynů v atmosféře, zejména oxidu uhličitého, které je způsobeno lidskou činností. 
Změny mají vliv na přírodní procesy nutné k fungování lidské společnosti, které je klimatickou změnou ohroženo. Stupňuje se síla přírodních katastrof, zaplavování pobřeží a teplotních extrémů, které mají za následek úmrtí a ohrožení lidských životů, poškození lidských sídel a další infrastruktury i zdrojů vody a potravin. Klimatická změna přispívá také k šíření nemocí přenášených vodou, jídlem nebo parazity. Při zvýšení teploty nad 2 °C bude mít klimatická změna negativní efekt na zemědělskou produkci v tropickém a mírném pásmu a výrazně sníží zemědělskou produkci. Předpokládá se, že změna klimatu omezí zdroje obnovitelných povrchových a podzemních vod ve většině suchých subtropických regionů. 

## Emise skleníkových plynů
Lidská činnost v posledních padesáti letech značně znečistila ovzduší a zapříčinila klimatickou změnu. Děje se tak v důsledku spalování uhlí, plynu a ropy, zemědělské činnosti nebo vinou odlesňování. V Evropské unii se na tvorbě emisí skleníkových plynů v roce 2017 nejvíce podílela tato odvětví: energetika měla na svědomí čtyři pětiny skleníkových plynů a z nich třetinu vytvořila doprava. Zemědělství a průmyslová výroba na tom byly podobně, kolem 8 % emisí, a zpracovávání odpadu vypouští 2,75 % skleníkových plynů. Skleníkové plyny se ovšem nedrží jen nad znečišťujícími zeměmi a navíc některé typy plynů zůstávají v atmosféře i tisíce let. 
GWP – potenciál globálního ohřevu
Míra potenciálního příspěvku daného plynu ke skleníkovému jevu. Jednotkou je příspěvek ke skleníkovému efektu jedné molekuly CO2. Pomocí těchto koeficientů je možné určit tzv. ekvivalent CO2 (zapisován jako CO2 ekv., CO2 eq., CO2e), tedy množství CO2, které by mělo ekvivalentní příspěvek ke skleníkovému jevu atmosféry jako dané množství příslušného plynu. Obvykle se vztahuje k časovému horizontu 100 let.

### Ekonomika
Fungování ekonomiky je od dob průmyslové revoluce závislé na fosilních palivech, které spolu s technologickým pokrokem způsobily rapidní populační a ekonomický růst. K tradičním palivům (převážně dřevo) a dalším zdrojům energie (lidská a zvířecí síla, vodní toky, vítr) se přidalo uhlí a později ropa a zemní plyn. V roce 2014 světová spotřeba primární energie (tj. forma energie, v jaké se nachází v přírodě, obsažená v kombinaci palivo–kyslík a v přírodních procesech; tato energie je člověkem použita na výrobu elektřiny, vytápění, transport apod.) byla z 81,1 % tvořena fosilními palivy (31,3 % ropa, 28,6 % uhlí, 21,2 % plyn), 10,3 % biopalivy (vč. tradiční biomasy, např. dřevo), 4,8 % spotřeby tvořila jaderná energie, 2,4 % vodní energie a 1,4 % další obnovitelné zdroje.  Získávání primární energie, zvlášť spalování fosilních paliv, produkuje emise skleníkových plynů. Mezi antropogenními skleníkovými plyny nejvíce zastoupený oxid uhličitý tvoří 76 % z celkových emisí, zbylých 16 % emisí tvoří metan (51 % z nich pochází ze zemědělství, následuje produkce energie a odpad) a 6 % oxid dusný. Zhruba dvě třetiny všech emisí skleníkových plynů jsou způsobeny spalováním fosilních paliv a průmyslovými procesy, a to elektrárnami, motory letadel, automobilů a dalších strojů i vytápěním. 

### Energetika
Na produkci emisí skleníkových plynů má největší podíl výroba elektřiny a tepla.  Pro výrobu elektřiny se nejvíce používají fosilní paliva (uhlí, plyn a ropa), následuje jaderná energie, vodní a další obnovitelné zdroje.

#### Fosilní zdroje energie
Mezi fosilní zdroje se řadí uhlí, ropa a zemní plyn, které vznikly v dávných dobách přeměnou biomasy a patří mezi neobnovitelné zdroje energie. Z fosilních paliv nejvíc emisí při výrobě elektřiny produkuje uhlí, které během životního cyklu vyprodukuje ekvivalentu CO2 820 g/kWh. Zemní plyn (moderní elektrárny s kombinovaným cyklem) produkuje ekvivalent 490 g/kWh, pokud jde o samotnou vyrobenou elektřinu. 
Výhody uhlí jsou zejména jeho snadná dostupnost v mnoha zemích a nízká cena pro jeho použití. Naopak mezi nevýhody patří devastace krajiny během těžby a znečišťování půdy, vody i vzduchu.
Emise produkované při oxidaci fosilních paliv mohou být sníženy zavedením technologií zachytávajících a ukládajících uhlík (CCS), které ale zatím nejsou komerčně dostupné, protože CCS je energeticky náročná technologie. 

#### Jaderná energie
Jaderná energie je vázána v jádru atomu, konkrétně se pro výrobu elektřiny využívá převážně jaderná energie uranu. Ten je na planetě omezeným zdrojem a přirozeně se neobnovuje, řadí se proto mezi zdroje neobnovitelné. Produkuje 12 g/kWh (ekvivalentu CO2 na vyrobenou elektřinu), je tedy jedním z nízkouhlíkových zdrojů, přesto jeho podíl na výrobě elektřiny klesá. 
Mezi výhody patří velké zásoby paliva a nízká spotřeba půdy, mezi nevýhody vysoké ekonomické náklady na stavbu, udržení bezpečnosti a zacházení s palivem, produkce radioaktivního odpadu.

#### Obnovitelné zdroje energie
Obnovitelné zdroje jsou přírodní zdroje, které se v lidském měřítku přirozeně obnovují a jsou v podstatě nevyčerpatelné. Patří mezi ně sluneční, větrná, vodní a geotermální energie a energie biomasy. Obnovitelné zdroje produkují relativně malé množství emisí, produkci elektřiny z biomasy odpovídají emise 230 g/kWh, geotermální energii 38 g/kWh, vodní energie produkuje 24 g/kWh, sluneční 27–48 g/kWh (podle použité technologie) a větrná 11–12 g/kWh. Obnovitelné zdroje jsou čím dál tím více konkurenceschopnější, zvyšuje se jejich energetická výtěžnost a významnost jako zdroje čisté energie. 

##### Vodní energie
Vodní energie má nejvyšší energetickou výnosnost a nízké náklady na produkci. Avšak stavba vodní elektrárny způsobuje velké změny v krajině a přesidlování místních komunit. Zároveň se vodní nádrže postupně zanášejí erodovanou hlínou a vhodných míst pro výstavbu je omezené množství. 

##### Solární energie a větrná energie
Zdroje solární energie jsou jednoduché pro instalaci, jsou použitelné i v malém měřítku. Větrná energie má poměrně vysokou energetickou výnosnost, je levná, široce dostupná a snadno využitelná, ale může negativně změnit ráz krajiny. Solární a větrná energie mají obecně tu výhodu, že jsou nezávislé na zásobování palivy, spoléhají jen na přírodní procesy. Mohou být využívány bez připojení k centrální síti (zvlášť důležité pro nezapojená a nedostupná místa v rozvojových zemích). Na druhou stranu závisí na nepravidelných větrných proudech a slunečním záření, takže neprodukují stále stejné množství elektřiny a nelze je přizpůsobit poptávce. Proto je pro jejich mnohem širší použití potřeba různých změn. Například poptávka může být mnohem pružnější zejména pokud se jedná o ohřev nebo chlazení – akumulace energie v zahřátých či naopak ochlazených budovách či zásobnících je snadná. Další potřebná změna je vybudování mohutných dálkových elektrických vedení vysokého napětí, a to zejména těch, co užívají stejnosměrný proud: někde vítr vždycky je. Energetika opírající se o slunce a vítr jako zcela převažující zdroje kromě toho počítá s vykrýváním potřeby biomasovými zdroji, které na rozdíl od dnešní praxe nemusí běžet stále. Kromě toho, solární tepelné elektrárny ve velmi slunných krajích, využívající zásobníků roztavené soli, mohou elektřinu vyrábět i v noci. Je proto myslitelné 100% pokrytí evropské potřeby energie jen z obnovitelných zdrojů Je ovšem možné, že méně nákladná může být alternativa s nějakým podílem neobnovitelným a přitom bezemisním, vč. případného uskladnění energie ve formě vodíku.

### Transport
Největší podíl na využití ropy má její spalování ve spalovacích motorech jako pohonné hmoty, především v dopravním sektoru. Alternativní biopaliva jsou sporné řešení, protože pěstování plodin pro jejich výrobu má velké množství negativních aspektů: zabírá velkou plochu půdy, způsobuje úbytek biodiverzity, bere prostor produkci potravin. Zároveň mají biopaliva velmi nízkou energetickou návratnost a za určitých okolností i poměrně vysokou uhlíkovou stopu. Ropa může být nahrazována elektřinou v elektrických nebo hybridních vozech, které by mohly být použitelnou alternativou, zatím ale i výroba elektřiny produkuje velké množství emisí.
Jako řešení pro nízkouhlíkovou dopravu se nabízí rozvoj nových technologií (a tedy nových možností pro využití elektřiny i biopaliv) a zvyšování efektivnosti motorů. Zároveň lze podporovat jiné dopravní systémy, využití veřejné dopravy a jízdy na kole především ve městech.

## Cíle a výhody nízkouhlíkové ekonomiky
Cílem nízkouhlíkové ekonomiky je integrovat všechny její aspekty v oblasti výroby, zemědělství, dopravy a výroby energie za využití technologií, které produkují energii a materiály s nízkými emisemi skleníkových plynů. Důležitou roli v dosahování cílů spojených s přechodem na nízkouhlíkovou ekonomiku má technologický pokrok a implementace inovací.Přechod na nízkouhlíkové hospodářství mohou také urychlit veřejné finance a investice, pokud vlády ustoupí od podpory investic do činností s vysokými emisemi skleníkových plynů a budou klimatické cíle zohledňovat při zadávání veřejných zakázek i v oficiální rozvojové pomoci.
Firmy se primárně věnují své činnosti, při které nevyhnutelně vznikají emise skleníkových plynů. Uhlíková neutralita pro ně proto znamená dosažení nulových čistých emisí. To znamená vyrovnání produkce emisí a jejich odstraňování z atmosféry, například prostřednictvím offsetů – snížení emisí skleníkových plynů někde jinde (jiným původcem), například pro splnění dobrovolného nebo povinného cíle redukce emisí skleníkových plynů, viz Uhlíková kompenzace. Klíčové je, že prvotním zájmem každého původce emisí by mělo být snižování jejich hrubého (absolutního) množství a až druhým krokem jejich offsetování.
Aby se zbrzdilo a nakonec zastavilo globální oteplování, nejprve všechny státy produkující vysoké množství emisí vztaženo na obyvatele by musely přejít na ekonomiku s nulovými emisemi uhlíku. Příkladem je systém pro obchodování s povolenkami na emise skleníkových plynů především v podobě povolenek Evropské unie. Politika v oblasti změny klimatu může být účinnější, pokud všechna ministerstva rozpoznají ve svých oblastech působnosti opatření, která jsou ve významném rozporu s cílem přechodu na nízkouhlíkové hospodářství. Ambiciózní akční plán v oblasti klimatu bude proto vyžadovat nové přístupy k tvorbě politik ve všech orgánech státní správy. Lepší sladění politik na mezinárodní úrovni by rovněž zvýšilo efektivitu a rozptýlilo obavy z možného narušení hospodářské soutěže. Silný signál by v tomto směru vyslala celosvětová dohoda o snižování emisí skleníkových plynů.

### Výhody nízkouhlíkové ekonomiky
Nízkouhlíková ekonomika nabízí velké množství výhod pro odolnost ekosystému, obchod, zaměstnanost, zdraví, energetickou bezpečnost a průmyslovou konkurenceschopnost.

##### Ekosystém
Udržitelné postupy hospodaření s půdou, jako je omezení odlesňování, obnova znehodnocené půdy, nízkouhlíkové zemědělské postupy a zvýšené vázání uhlíku v půdě a lesích, mohou výrazně přispět ke snížení emisí skleníkových plynů, a přitom uspokojit rostoucí poptávku po potravinách. Chrání ekosystémy, čímž mohou zlepšit odolnost našich ekonomik vůči změnám klimatu. Nezbytný je však integrovaný přístup, který překlene izolovaná řešení v oblastech zmírňování změny klimatu, přizpůsobení se této změně, zemědělství, zajišťování potravin, lesnictví a ochrany životního prostředí. Státy by se konkrétně měly snažit odstranit zemědělské dotace, které mají špatný vliv na životní prostředí, náležitě ohodnotit služby ekosystémů, chránit lesy a omezit na minimum plýtvání potravinami.

##### Obchod
Pravidla mezinárodního obchodu sama o sobě nebrání vládám uskutečňovat ambiciózní politiky na ochranu klimatu, některé překážky mezinárodního obchodu však mohou dosažení cílů v oblasti klimatu ohrožovat. Například dovozní cla dosud znevýhodňují obchod s některými technologiemi potřebnými pro přechod na nízkouhlíkové hospodářství. V současnosti vyjednávaná dohoda o ekologickém zboží by mimo jiné pomohla snížit náklady úsilí o zmírnění změny klimatu. Země – a není jich málo, které podporují zelenější růst zvýhodňováním domácích výrobců nízkouhlíkových technologií – by se měly zamyslet. Pokud taková opatření omezují mezinárodní obchod, mohou ve výsledku vést k poklesu celkových investic do udržitelných technologií a jejich využívání.

##### Zaměstnanost
Významným podnětem pro nízkouhlíkové inovace je jasný a věrohodný závazek vlád důsledně uplatňovat základní nástroje pro boj se změnou klimatu. Přechod na nízkouhlíkové hospodářství by mohl vést – a v některých případech již vede – k rozkvětu inovací a nově vznikajících podniků a souběžně ke změnám v požadované kvalifikaci pracovní síly. Inovace mající za cíl přechod na nízkouhlíkovou ekonomiku obnášejí zakládání nových podniků, restrukturalizaci nebo postupné ukončení činnosti starých podniků, nástup nových technologií a modelů podnikání a rozšíření správných rámců podpory inovací. K tomu je třeba napravit případné nedostatky v dovednostech pracovníků skrze politiky v oblasti vzdělávání, odborné přípravy a trhu práce.

#### Doprava
EU usiluje o to, aby se do roku 2050 snížily emise z dopravy o 60 % oproti situaci v roce 1990. Podle právních předpisů EU musí výrobci automobilů zvýšit účinnost automobilů – pomocí nových typů motoru, materiálů a konstrukce. Vlády členských států EU musí zajistit, aby jejich systémy zadávání veřejných zakázek v oblasti dopravy a zadávání zakázek na vozidla byly efektivnější a udržitelnější. Celkovým cílem je snížit emise skleníkových plynů, znečišťování ovzduší a hladinu hluku, jakož i dopravní přetíženost. Došlo by k efektivnějšímu systému městské hromadné dopravy, například s využitím autobusů používajících alternativní paliva. Důsledkem budou výrazné úspory v nákladech na zdravotní péči a omezení celkového znečištění. Kromě toho se nebude muset dovážet tolik ropy a dodávky energie v EU budou bezpečnější. 

#### Budovy a energetický systém
Do konce roku 2020 budou muset veškeré nové budovy v EU být budovami s téměř nulovou spotřebou energie, tím se výrazně sníží energetická náročnost budov. Zároveň budou staré budovy renovovány – vlády členských států EU se zavázaly podporovat nákladově efektivní komplexní renovace. Nejmodernější domy budou nejen šetřit energii, ale dokonce ji budou i vyrábět. Zavedou se inteligentní měřicí přístroje poskytnou zpětnou vazbu v reálném čase týkající se spotřeby energie a nákladů a odešlou odečty na měřícím přístroji automaticky dodavateli energie. Očekává se, že do roku 2020 bude téměř 72 % evropských spotřebitelů mít inteligentní měřič elektřiny a 40 % by mělo mít inteligentní měřič zemního plynu. 

## Mezinárodní spolupráce
Klimatická změna je globální problém, na jehož řešení se musí podílet všechny státy. Pro přechod na bezuhlíkovou ekonomiku je nutné, aby státy zastavily dotování fosilních paliv a začaly přesouvat své finance od společností zabývajících se těžbou fosilních paliv.

### Emisní povolenky
Producenti emisí nezahrnují do svých nákladů environmentální dopady (tzv. negativní externality) a mají tedy vyšší zisky než v případě, kdyby náklady zahrnuty byly. Zahrnutí nákladů klimatické změny řeší zavedení uhlíkových daní nebo trhu s uhlíkem. Uhlíkové daně jsou daně uvalené na produkci emisí oxidu uhličitého. Ti, kteří emise produkují, jsou povinni odvádět daň za vyprodukované emise a tím jsou motivování snižovat jejich produkci a hledat jiná řešení. Trh s emisemi funguje na principu obchodování s povolenkami, které dovolují subjektům produkovat emise. Na trhu je určené maximum, kolik emisí mohou subjekty vyprodukovat, a jednotlivé subjekty získávají povolenky (prvotním přidělením, aukcí nebo nákupem od jiného subjektu). Subjekty mohou vyprodukovat tolik emisí, kolik povolenek vlastní. Mohou se tedy rozhodovat, jestli emise budou dál produkovat a zaplatí za povolenky, nebo emise sníží a své povolenky prodají nebo vůbec nenakoupí. 
Obchodování s povolenkami je hlavním nástrojem Evropské unie pro snižování emisí skleníkových plynů v průmyslu a energetice. Cílem revize směrnice, a tedy i domácího zákona, je ekonomicky efektivní snižování emisí v období 2021–2030. Podle Evropského cíle by do roku 2030 měly emise poklesnout minimálně o 40 % v porovnání se základním rokem 1990. 

### Klimatické konference
- 1979 – První světová klimatické konference v Ženevě.
- 1985 – Vědecká konference v rakouském Villachu. Účastníci konference vyzvali k dalšímu výzkumu příčin i důsledků klimatických změn.
- 1987 – Podepsání Montrealského protokolu pod Vídeňskou úmluvou pro ochranu ozonové vrstvy z roku 1985.
- 1988 – Založení Mezivládního panelu pro změny klimatu (IPCC) pro posuzování vědeckých informací o změně klimatu z celého světa. Tato instituce založená v roce 1988 pod záštitou Programu OSN pro životní prostředí (UNEP) je hlavním orgánem pro mezinárodní spolupráci v otázkách klimatu.
- 1992 – Schválení Rámcové úmluvy OSN o změně klimatu (UNFCCC). Rámcová úmluva byla přijata na konferenci v Rio de Janeiru v roce 1992 známé také pod názvem „Summit Země“, kde se sešli zástupci více než 170 zemí světa. Poprvé zde byla oficiálně uznána existence klimatických změn a zdůrazněn vliv člověka na tyto změny. Úmluva obsahuje obecná pravidla určená k ochraně klimatického systému Země, která se zaměřují zejména na stabilizaci koncentrace skleníkových plynů v atmosféře. Státy se schází na konferencích smluvních stran Úmluvy (z anglického Conference of Parties, zkráceně COP). [24]
- 1995 – Konání první konference COP1 v Berlíně.
- 1997 – Vytvoření Kjótského protokolu v rámci COP3. Byl tak znovu aplikován model použitý při ustanovení úspěšného Montrealského protokolu, tedy vytvoření protokolu pod širší úmluvou. Kjótský protokol měl za cíl snížení emisí skleníkových plynů rozvinutých zemí, konkrétně snížení o 5,2 %, a také poprvé zavedl možnost celosvětově obchodovat s emisemi. Měl ale omezený účinek, protože některé strany protokol neratifikovaly a některé nedodržely své závazky. [25]
- 2009 – Konference smluvních stran COP15 v Kodani. Očekávání v podobě podepsání nové všeobecně závazné klimatické smlouvy, která by nahradila Kjótský protokol, se na COP15 nepodařilo zrealizovat. [26] Byl ale odsouhlasen dlouhodobý cíl zabránit nárůstu globální teplotní odchylky přes dva stupni Celsia a zmíněno zvažování omezit nárůst i pod 1,5 K. [27]
- 2015 – Konference COP21 v Paříži přinesla přijetí Pařížské dohody s cílem omezit globální oteplování výrazně pod 2 °C a usilovat o omezení růstu teploty jen na 1,5 °C. Dohoda vešla v platnost v listopadu 2016 a do července 2017 ji ratifikovalo 155 stran ze 197 podepsaných. Strany se také zavázaly navrhnout a plnit tzv. vnitrostátně stanovené národní příspěvky (NDC), kde si každá země stanoví cíl pro snížení emisí; oproti Kjótskému protokolu se ale snižování emisí týká všech států, včetně rozvojových, a závazky si státy volí samy. [28]
- 2019 – Konference COP25 v Madridu nepřinesla nijak velké změny. Účastnící konference se shodli na potřebě zintenzivnit reakci na probíhající změny klimatu, nepodařilo se ale překonat zejména rozpory okolo trhu s emisními povolenkami. Podle účastníků konference bylo jednání maratonské a nejkomplikovanější za posledních 25 let. [29]

### Evropská unie
Politika soudržnosti hraje významnou úlohu při podpoře přechodu EU na nízkouhlíkovou ekonomiku v souladu se strategií energetické unie. Pro období 2014–2020 vyžadují pravidla Evropský fond pro regionální rozvoj (EFRR), aby členské státy poprvé povinně vyčlenily minimální část dostupných prostředků na nízkouhlíkovou ekonomiku:
- 20 % národních prostředků z EFRR v případě rozvinutějších regionů,
- 15 % v přechodových regionech,
- 12 % v méně rozvinutých regionech.

Členské státy tyto minimální podíly podstatně překračují a nyní je na investice do nízkouhlíkové ekonomiky pro období 2014–2020 vyhrazeno 40 miliard EUR z EFRR a Fondu soudržnosti (je to více než dvojnásobek částky, která byla do této oblasti investována v předchozím období financování).
Tato skutečnost pomůže členským státům, regionům, místní samosprávě a městům provádět tolik potřebné investice do úspor energie v budovách, obnovitelných zdrojů energie, chytrých sítí či udržitelné městské dopravy, stejně jako investice do výzkumu a inovací v těchto oblastech. Tyto investice pomohou snížit nákladný dovoz energie, diverzifikovat naše energetické zdroje, řešit problematiku energetické chudoby, snížit emise, vytvářet pracovní místa a podporovat malé a střední podniky. 